# Liste des sénateurs des Alpes-Maritimes
Les Alpes-Maritimes sont représentées au Sénat par cinq sénateurs de la série 2.

## Sous le royaume de Piémont-Sardaigne
- Giuseppe Albini (sénateur), nommé en 1848.
- Carlo Bartolomeo Bermondi, nommé en 1850.
- Giovanni de Foresta (Jean de Foresta), nommé en 1853 ou 1855.

## Sénateurs desAlpes-Maritimessous laIIIeRépublique
Chaque élection sénatoriale renouvelle tous les trois ans le tiers de ses membres. Les séries étant définis par ordre alphabétique départements des métropolitains , les Alpes-Maritimes sont inclus dans la Série A (de l'Ain au Gard). Outre le premier scrutin de 1876, la série C est renouvelée en 1885, 1894, 1903, 1912, 1920, 1921, 1929 et 1938. En raison de la Première Guerre mondiale, les renouvellements de 1915 et 1918 sont prorogées par les lois du 31 décembre 1914 et de 31 décembre 1917. En remplacement des sénateurs décédés durant leur mandat, les élections partielles se tiennent conjointement aux élections suivantes dans les séries B ou C, et les sénateurs élus siègent jusqu'à la fin de la mandature de la série A.
Elu à l'issue des élections sénatoriales de 1876
- Joseph Garnier de 1876 à 1882 (décès)
- Charles Dieudé-Defly de 1876 à 1884 (décès)

- Léon Chiris de 1882 à 1900 (décès) Groupe : Centre gauche.
- Léon Renault de 1885 à 1894

Elu à l'issue des élections sénatoriales de 1894
- Alfred Borriglione de 1894 à 1902 (décès). Groupe : Gauche démocratique.

- Charles Bérenger de 1900 à 1903
- Maurice Rouvier de 1902 à 1911 (décès)

Elu à l'issue des élections sénatoriales de 1903
- Honoré Sauvan de 1903 à 1922 (décès)

- Jean Amic de 1911 à 1926 (décès)
- Flaminius Raiberti de 1922 à 1929 (décès)
- Eugène Charabot de 1926 à 1937 (décès)

Elu à l'issue des élections sénatoriales de 1929
- Alfred Donadei de 1929 à 1933 (décès)

- Antoine Thomas Gianotti de 1933 à 1938
- Louis Louis-Dreyfus de 1937 à 1940 (décès)

Elu à l'issue des élections sénatoriales de 1938
- Jean Médecin de 1939 à 1944

## Sénateurs des Alpes-Maritimes sous laIVeRépublique
- Antoine Giacomoni de 1946 à 1955
- Jean Laurenti de 1946 à 1948
- Alex Roubert de 1946 à 1959
- Georges Salvago de 1946 à 1948
- Léon Teisseire de 1948 à 1959
- Joseph Raybaud de 1955 à 1959

## Cinquième République
Le département des Alpes-Maritimes fait partie de la série A, puis de la série 2 à partir des élections de 2008.

### Mandat 1959-1962
|  | Identité       | Étiquette | Groupe | Autres mandats                                          |
|  | -------------- | --------- | ------ | ------------------------------------------------------- |
|  | Joseph Raybaud |           | GD     | Maire de Levens, conseiller général du canton de Levens |
|  | Émile Hugues   |           | GD     | Conseiller général du canton de Vence                   |
|  | Alex Roubert   | SFIO      | SFIO   |                                                         |

### Mandat 1962-1971
|  | Identité                                     | Étiquette | Groupe | Autres mandats                                                                                   |
|  | -------------------------------------------- | --------- | ------ | ------------------------------------------------------------------------------------------------ |
|  | Joseph Raybaud                               |           | GD     | Maire de Levens, conseiller général du canton de Levens                                          |
|  | Émile Hugues (jusqu'en 1966) puis Paul Massa |           | GD     | Conseiller général du canton de Vence Conseiller général du canton de Beausoleil (jusqu'en 1970) |
|  | Alex Roubert                                 | SFIO      | SFIO   |                                                                                                  |

### Mandat 1971-1980
|  | Identité        | Étiquette | Groupe | Autres mandats                                                                                    |
|  | --------------- | --------- | ------ | ------------------------------------------------------------------------------------------------- |
|  | Joseph Raybaud  |           | GD     | Maire de Levens, conseiller général du canton de Levens                                           |
|  | Francis Palmero |           | UCDP   | Maire de Menton (jusqu'en 1977), président du conseil général des Alpes-Maritimes (jusqu'en 1973) |
|  | Victor Robini   |           | GD     | Conseiller général du canton de Villars-sur-Var                                                   |

### Mandat 1980-1989
|  | Identité                                             | Étiquette | Groupe          | Autres mandats |
|  | ---------------------------------------------------- | --------- | --------------- | --- |
|  | Joseph Raybaud                                       |           | GD              | Maire de Levens, conseiller général du canton de Levens                                                                 |
|  | Francis Palmero (jusqu'en 1985) puis Pierre Laffitte | . PRV     | UCDP puis UC GD | Conseiller général du canton de Menton (jusqu'en 1985) Conseiller municipal de Saint-Paul-de-Vence                      |
|  | Victor Robini (jusqu'en 1984) puis José Balarello    | . PR      | GD UREI         | Conseiller général du canton de Villars-sur-Var Maire de Tende, conseiller général du canton de Tende                   |
|  | Pierre Merli (jusqu'en 1988) puis Charles Ginésy     |           | GD RPR          | Maire d'Antibes, conseiller général du canton d'Antibes-Nord Maire de Péone, conseiller général du canton de Guillaumes |

### Mandat 1989-1998
|  | Identité        | Étiquette  | Groupe        | Autres mandats                                                                      |
|  | --------------- | ---------- | ------------- | ----------------------------------------------------------------------------------- |
|  | José Balarello  | PR puis DL | UREI puis RI  | Maire de Tende, conseiller général du canton de Tende                               |
|  | Pierre Laffitte | PRV        | RDE puis RDSE | Conseiller municipal de Saint-Paul-de-Vence                                         |
|  | Charles Ginésy  | RPR        | RPR           | Maire de Péone, président du conseil général des Alpes-Maritimes (à partir de 1990) |
|  | Honoré Bailet   | RPR        | RPR           | Premier adjoint au maire de Nice (jusqu'en 1990), maire de Nice (1990-1993)         |

### Mandat 1998-2008
|  | Identité        | Étiquette    | Groupe       | Autres mandats                                                                                   |
|  | --------------- | ------------ | ------------ | ------------------------------------------------------------------------------------------------ |
|  | José Balarello  | DL puis UMP  | RI puis UMP  | Maire de Tende (jusqu'en 2001), conseiller général du canton de Tende                            |
|  | Pierre Laffitte | PRV          | RDSE         | Conseiller municipal de Saint-Paul-de-Vence                                                      |
|  | Charles Ginésy  | RPR puis UMP | RPR puis UMP | Maire de Péone (jusqu'en 2001), président du conseil général des Alpes-Maritimes (jusqu'en 2003) |
|  | Jacques Peyrat  | RPR puis UMP | RPR puis UMP | Maire de Nice, président de la CANCA                                                             |

### Mandat 2008-2014
|                         | Identité                                             | Étiquette | Groupe | Autres mandats                                                                                                   |
| ----------------------- | ---------------------------------------------------- | --------- | ------ | --- |
|                         | Jean-Pierre Leleux                                   | UMP       | UMP    | Maire de Grasse, président du PAP                                                                                |
|                         | Colette Giudicelli                                   | UMP       | UMP    | Conseillère générale du canton de Menton-Est                                                                     |
|                         | Louis Nègre                                          | UMP       | UMP    | Maire de Cagnes-sur-Mer, 1er vice-président de la métropole Nice Côte d'Azur                                     |
|                         | René Vestri (jusqu'en 2013) puis Hélène Masson-Maret | UMP* UMP* | UMP    | Maire de Saint-Jean-Cap-Ferrat, conseiller général du canton de Villefranche-sur-Mer Adjointe au maire de Grasse |
|                         | Marc Daunis                                          | PS        | PS     | Maire de Valbonne                                                                                                |
| *élus sur une liste DVD |                                                      |           |        | |

### Mandat 2014-2020
|                        | Identité                                     | Étiquette | Groupe | Autres mandats                                                                                                |
| ---------------------- | -------------------------------------------- | --------- | ------ | --- |
|                        | Dominique Estrosi Sassone                    | UMP       | UMP    | Conseillère générale du canton de Nice-14, adjointe au maire de Nice                                          |
|                        | Louis Nègre (jusqu'en 2017) puis Henri Leroy | UMP LR    | UMP LR | Maire de Cagnes-sur-Mer, 1er vice-président de la métropole Nice Côte d'Azur Ex maire de Mandelieu-la-Napoule |
|                        | Colette Giudicelli                           | UMP       | UMP    | Conseillère générale du canton de Menton-Est                                                                  |
|                        | Jean-Pierre Leleux                           | UMP*      | UMP    | |
|                        | Marc Daunis                                  | PS        | PS     | Maire de Valbonne                                                                                             |
| *élu sur une liste DVD |                                              |           |        | |

### Mandat 2020-2026
|  | Identité                  | Étiquette | Groupe | Autres mandats                                    |
|  | ------------------------- | --------- | ------ | ------------------------------------------------- |
|  | Dominique Estrosi Sassone | LR        | LR     | Conseillère municipale de Nice                    |
|  | Henri Leroy               | LR        | LR     | Conseiller municipal de Mandelieu-la-Napoule      |
|  | Alexandra Borchio Fontimp | LR        | LR     | Conseillère départementale du canton d'Antibes-2  |
|  | Philippe Tabarot          | LR        | LR     | Conseiller régional de Provence-Alpes-Côte d'Azur |
|  | Patricia Demas            | LR        | LR     | Conseillère municipale de Gilette                 |